# 藤成通
藤成通（ふじなりとおり）は、愛知県名古屋市昭和区の地名。現行行政地名は藤成通1丁目から藤成通6丁目。住居表示未実施。

## 地理
名古屋市昭和区中央南部に位置する。南は荒田町・塩付通、北は戸田町・塩付通に接する。

## 歴史

### 町名の由来
藤成新田に由来する。新田名は開発者である成瀬氏の姓が藤原であることから、双方から一字ずつ取ったものという。

### 沿革
- 1933年（昭和8年）4月10日 - 中区広路町の一部により、同区藤成通として成立[1]。
- 1937年（昭和12年）10月1日 - 昭和区成立に伴い、同区藤成通となる[1]。

## 世帯数と人口
2019年（平成31年）1月1日現在の世帯数と人口は以下の通りである。
| 町丁   | 世帯数  | 人口    |
| ------ | ------- | ------- |
| 藤成通 | 594世帯 | 1,285人 |

## 学区
市立小・中学校に通う場合、学校等は以下の通りとなる。また、公立高等学校に通う場合の学区は以下の通りとなる。
| 番・番地等 | 小学校               | 中学校               | 高等学校 |
| ---------- | -------------------- | -------------------- | -------- |
| 全域       | 名古屋市立松栄小学校 | 名古屋市立桜山中学校 | 尾張学区 |

## 交通
- 愛知県道29号弥富名古屋線（八熊通）[8]

## その他

### 日本郵便
- 郵便番号 : 466-0845[4]（集配局：昭和郵便局[11]）。